# Jules François Émile Krantz
Pour les articles homonymes, voir Krantz.
Jules François Émile Krantz, né à Givet en 1821 et mort le 25 février 1914 à Toulon, est un officier de marine et homme politique français des XIXe et XXe siècles. Il est notamment ministre de la Marine et des Colonies.

## Biographie
Né dans les Ardennes en 1821, il commence sa carrière dans la Marine et sort de l'École navale en 1837. Il navigue aux Antilles, sur la côte occidentale de l'Afrique puis en Méditerranée et au Brésil. Il est professeur de navigation à bord du Borda (1852), puis commandant à Cherbourg du Louis XIV, qui était un navire école de canonnade (1869).
Il s'illustre lors de la guerre de Crimée comme commandant le Ténare : il fait partie des attaques sur Sébastopol et la péninsule de Kinbourn. Il est ensuite envoyé en Indochine (1858/59) et dans les mers de Chine et du Japon (1862 à 1864, où il s'illustre lors du bombardement de Pei-Ho. Il est commandant de la division navale des Mers de Chine et du Japon en 1873 et gouverneur militaire de Cochinchine du 16 mars au 30 novembre 1874[réf. souhaitée].
Il participe à la guerre de 1870 à la tête de troupes de marine en commandant le fort d'Ivry. Il est promu Vice-amiral en 1877, Préfet maritime de Toulon en octobre 1879 puis 1883 et entre les deux commandant en chef de l'escadre d'évolutions.
Il est chef d'état-major général avant de devenir Ministre de la Marine et des Colonies du 5 janvier 1888 au 22 février 1889, puis ministre de la Marine du 19 mars 1889 au 17 mars 1890[réf. souhaitée]. Il meurt en février 1914 à Toulon.

## Famille
- Nicolas Krantz II (1737-1810), fontainier, marié Marie Jeanne Dorvasi Donasky (1732-1799) :
  - Jean Nicolas Krantz (1756-1828)
  - Claude Krantz (1757-1828), marié en secondes noces avec Marie Louise Chardar (1764-1823) 
    - Dominique Nicolas Krantz (1788-1856), fabricant de papier à Dinozé, commune d'Arches (Vosges), marié à Catherine Ancillon (1789-1855) :
      - Joséphine Krantz (1814-1899), mariée en 1836 à Eugène Dominique Collignon (1807-1888), fabricant de papier à Metz, frère de Charles-Étienne Collignon (1802-1885), inspecteur général des ponts et chaussées :
        - Marie-Louise Collignon (1837-1879)
        - Albert Collignon (1839-1922)
        - Eugénie Collignon (1842-1926), mariée en 1865 avec Joseph Vincendon (1833-1909), général en 1875[6],[7]

      - Antoine Théodore Krantz (1816-1820)
      - Jean-Baptiste Sébastien Krantz[8], marié à Anaïs Thérèse Duval (1828-1922), sœur de Martin Léonard Edmond Duval (1824-1904) :
        - Thérèse Krantz (1855-1929), mariée à Edmond Georges Sohier (1851-1916)

      - Charles Dieudonné Krantz, marchand de papier, marié à Louis Charlotte Rosalie Collignon, fille de Charles-Étienne Collignon :
        - Charles Camille Julien Krantz, ministre des travaux publics puis ministre de la Guerre, marié en 1875 avec Madeleine Alexandrine Balfourier (1855-1941)

  - Paul Louis Krantz (1759- )
  - Claude Nicolas Krantz (1771-1800), marié en 1792 avec Marie Françoise Julienne Reiset (1770-1832), cousine de Marie Antoine de Reiset (1775-1836) :
    - Marie Nicolas Krantz (1795-1863), chef de bataillon, marié en 1821 avec Joséphine Machy (1802-1863) :
      - Jules François Émile Krantz (1821-1914), amiral et ministre de la Marine, marié à Marie Valléry Beau[9] :
        - Jules François Joseph Krantz (1849-1909)[10], contre-amiral, marié en 1881 avec Antoinette Eusébie Marie Jean (1858-1935)

  - Claude Krantz (1773-1800)

## Publications
- Éléments de la théorie de navire, Toulon, 1859.
- Considérations sur les roulis des bâtiments, 1867.

## Sources
- Étienne Taillemite, Dictionnaire des marins français, Paris, éditions Tallandier, 2002, 573 p. (ISBN 2-84734-008-4)